# Mirjam Golm
Mirjam Golm (* 1970 in Berlin) ist eine deutsche Politikerin (SPD) und Mitglied im Berliner Abgeordnetenhaus. 

## Leben
Mirjam Golm legte 1990 an der Berliner Max-Beckmann-Oberschule ihre Abiturprüfung ab. Nach einem Freiwilligen Sozialen Jahr studierte sie ab 1992 an der Freien Universität Berlin Rechtswissenschaften mit Erstem Staatsexamen 1998 und Referendariat 1999. Nach einer Elternzeit war sie ab 2003 bei der SPD tätig, zunächst im Referat Familien- und Gleichstellungspolitik des Vorstands der Partei. Sie wechselte 2005 zum Berliner Landesverband als Kreisgeschäftsführerin der SPD Steglitz-Zehlendorf. Zudem war sie beim Landesverband von 2012 bis 2018 Mitglied im Betriebsrat und ab 2019 Vorsitzende der Schwerbehindertenvertretung.

## Partei und Politik
Golm gehört der SPD seit 2004 an. Bei der Abgeordnetenhauswahl 2021 erhielt sie ein Mandat über die Bezirksliste Steglitz-Zehlendorf ihrer Partei.
2023 wurde sie erneut über die Bezirksliste ins Abgeordnetenhaus gewählt.